# Gabriele Cunningham
Pour les articles homonymes, voir Cunningham.
Gabriele « Gabbi » Cunningham (née le 22 février 1998) est une athlète américaine, spécialiste du 100 mètres haies.

## Biographie
Elle se classe troisième du 200 m et remporte l'épreuve du 4 × 100 mètres lors des championnats panaméricains juniors 2017.
Quatrième des sélections olympiques américaines de 2020, elle est finalement sélectionnée pour les Jeux olympiques de 2020 à la suite du retrait de Brianna McNeal, suspendue pour dopage. 

## Palmarès
| Date | Compétition                    | Lieu     | Résultat | Épreuve     | Temps   |
| ---- | ------------------------------ | -------- | -------- | ----------- | ------- |
| 2021 | Jeux olympiques                | Tokyo    | 7e       | 100 m haies | 13 s 01 |
| 2022 | Championnats du monde en salle | Belgrade | 3e       | 60 m haies  | 7 s 87  |